# Belisana amabilis
Belisana amabilis là một loài nhện trong họ Pholcidae. Loài này được phát hiện ở Triều Tiên.